# Foolad Khuzestan Football Club
Il Foolad Khuzestan Football Club (in persiano باشگاه فوتبال فولاد خوزستان‎, "club calcistico dell'Acciaio del Khuzestan"), noto come Foolad Khuzestan o semplicemente Foolad, è una società di calcio iraniana, con sede ad Ahvaz. Milita nella Lega professionistica del Golfo persico, la massima serie del campionato iraniano di calcio.
Fondato nel 1971, il club ha vinto 2 campionati iraniani, una Coppa d'Iran e una Supercoppa d'Iran.

## Storia
La squadra venne fondata il 2 marzo 1971 ad Ahvaz dal presidente dell'Azienda dell'acciaio del Khuzestan (Foolad Khuzestan), Ali Akbar Davar. Vinto il campionato di Ahvaz nel 1991, due anni dopo entrò nella seconda divisione del campionato regionale del Khuzestan. Vinse dunque due campionati consecutivamente, salendo dapprima nella massima divisione del campionato del Khuzestan e poi nella lega provinciale del Khuzestan.
Divenuta campione provinciale del Khuzestan nel 1995, la squadra assunse una certa rilevanza nel panorama calcistico iraniano poco dopo, quando il Jonoub Ahvaz, un'altra squadra di Ahvaz, fallì ed il Foolad ne acquisì il titolo sportivo, iscrivendosi alla seconda divisione del campionato iraniano di calcio, la Lega Azadegan.
Nel 1996, sotto la guida del tecnico Homayoun Shahrokhinejad, la squadra conseguì la promozione nella massima serie iraniana, ottenendo un risultato storico, dato che appena dieci anni prima militava nella quarta divisione del campionato di Ahvaz.
Acquistato dall'acciaieria Ahwaz, il club conobbe negli anni a venire una significativa crescita, fino a vincere il campionato nella stagione 2004-2005, anche se, a causa di alcuni problemi interni alla società, non riuscì a ben figurare nella AFC Champions League 2006, perdendo anche il suo giocatore migliore, Iman Mobali, ceduto agli emiratini dell'Al-Shabab.
Dopo una mediocre stagione 2005-2006, nel 2006-2007 la squadra passò sotto la guida del tecnico Mohammad Mayeli Kohan, dimessosi a metà stagione a seguito degli scarsi risultati conseguiti. Al suo posto fu chiamato il tecnico della squadra giovanile, Nenad Nikolić, prima della nomina del portoghese Augusto Inácio. Il quindicesimo posto finale causò la retrocessione in Lega Azadegan.
Nel 2007-2008 la squadra, dopo aver a lungo condotto la classifica, scivolò dalla vetta della graduatoria nelle ultime giornate, venendo comunque ammessa ai play-off per la promozione in massima serie, dove fu sconfitta dal Payam Mashhad a causa della regola dei gol fuori casa. Qualche settimana dopo, però, il Foolad Khuzestan riuscì a riguadagnare il posto in massima serie acquistando il titolo sportivo del Sepahan Novin. Poco dopo fu annunciato il nome del nuovo tecnico, Majid Jalali, che firmò un contratto triennale. Questi guidò il club al settimo posto in massima serie nel 2008-2009.
Il 1º settembre 2009 alla presidenza del club fu eletto Seifollah Dehkordi, già vicepresidente sotto la gestione del presidente Masoud Rezaeian, appena dimessosi. L'elezione di Dehkordi fu seguida dalle dimissioni del tecnico Majid Jalali, avvenute malgrado i buoni risultati. Seguì la breve gestione del tecnico Luka Bonačić, che non riuscì a raccogliere nessuna vittoria in otto partite. Gli subentrò il rientrante Majid Jalali, che portò i suoi al decimo posto. L'anno dopo la squadra fece peggio, piazzandosi quattordicesima in campionato.
A Jalali subentrò Hossein Faraki, reduce dall'esperienza sulla panchina del Naft Teheran. Condotta la squadra al quarto posto nel 2012-2013, con la seconda qualificazione alla AFC Champions League della storia del club, nel 2013-2014 Faraki riuscì a vincere il campionato con 57 punti, sconfiggendo il Gostaresh Foulad all'ultima giornata con rete di Mehrdad Jamaati. Furono due i punti di vantaggio sul Persepolis secondo. Cinque giorni dopo il Foolad si qualificò agli ottavi di finale della AFC Champions League 2014 sconfiggendo i qatarioti dell'Al-Jaish. L'eliminazione giunse contro l'Al-Sadd a causa della regola dei gol in trasferta, ma il Foolad rimase l'unica squadra imbattuta in quella edizione della competizione.
Il 23 maggio 2014 Faraki si dimise e fu rimpiazzato da Dragan Skočić.

## Palmarès

### Competizioni nazionali
- Campionato iraniano: 2

2004-2005, 2013-2014
- Coppa d'Iran: 1

2020-2021
- Supercoppa d'Iran: 1

2021
- Campionato iraniano di seconda divisione: 1

2007-2008

### Altri piazzamenti
- Campionato iraniano:

Terzo posto: 2001-2002, 2003-2004
- Coppa d'Iran:

Finalista: 1993-1994
Semifinalista: 2007-2008, 2010-2011, 2013-2014
- Supercoppa d'Iran:

Finalista: 2005

## Organico

### Rosa 2021-2022
Aggiornata al 7 febbraio 2022.
| N. |                      | Ruolo | Calciatore            |
| -- | -------------------- | ----- | --------------------- |
| 1  | Iran (bandiera)      | P     | Ehsan Moradian        |
| 3  | Iran (bandiera)      | D     | Milad Badragheh       |
| 4  | Iran (bandiera)      | D     | Ayoub Vali (capitano) |
| 5  | Mali (bandiera)      | D     | Moussa Coulibaly      |
| 6  | Iran (bandiera)      | D     | Sina Shahabbasi U23   |
| 7  | Iran (bandiera)      | A     | Mohammadreza Abbasi   |
| 8  | Iran (bandiera)      | A     | Mohammad Ghaseminejad |
| 9  | Iran (bandiera)      | A     | Saber Hardani U25     |
| 10 | Sudafrica (bandiera) | C     | Ayanda Patosi         |
| 11 | Iran (bandiera)      | C     | Ahmad Abdollahzadeh   |
| 13 | Iran (bandiera)      | C     | Mohammad Abshak       |
| 14 | Iran (bandiera)      | C     | Omid SeydaliU23       |
| 15 | Iran (bandiera)      | D     | Mehran Mousavi        |
| 17 | Iran (bandiera)      | C     | Vahid NamdariU23      |
| 18 | Iran (bandiera)      | D     | Ahmadreza Jalali U21  |
| 19 | Iran (bandiera)      | C     | Ali SobhaniU21        |
| 20 | Iran (bandiera)      | D     | Mojtaba Najjarian U25 |
| 22 | Iran (bandiera)      | P     | Ali GholamzadehU23    |

| N. |                    | Ruolo | Calciatore                |
| -- | ------------------ | ----- | ------------------------- |
| 23 | Iran (bandiera)    | D     | Ebrahim Saljouqi          |
| 24 | Iran (bandiera)    | D     | Mehran Derakhshan MehrU25 |
| 29 | Brasile (bandiera) | A     | Chimba                    |
| 30 | Iran (bandiera)    | A     | Sasan Ansari              |
| 35 | Iran (bandiera)    | D     | Mohammad Amin HazbaviU19  |
| 36 | Iran (bandiera)    | D     | Yousef SherakiU23         |
| 44 | Iran (bandiera)    | P     | Mohammadreza Goli U23     |
| 45 | Iran (bandiera)    | D     | Aref Aghasi               |
| 50 | Iran (bandiera)    | D     | Vahid Heydarieh           |
| 66 | Iran (bandiera)    | C     | Hamid Bou Hamdan          |
| 78 | Iran (bandiera)    | A     | Yousef Key ShamsU23       |
| 80 | Iran (bandiera)    | C     | Alireza KoushkiU23        |
| 88 | Iran (bandiera)    | C     | Arash Rezavand            |
| 90 | Iran (bandiera)    | A     | Sasan Hosseini            |
| 91 | Iran (bandiera)    | C     | Mohammad Miri             |
| 99 | Iran (bandiera)    | A     | Mohammad Reza Khalatbari  |
|    | Spagna (bandiera)  | C     | Ibai Gómez                |

### Rose degli anni precedenti

#### Rosa 2020-2021
Aggiornata al 29 luglio 2020.
| N. |                      | Ruolo | Calciatore            |
| -- | -------------------- | ----- | --------------------- |
| 1  | Iran (bandiera)      | P     | Ehsan Moradian        |
| 2  | Iran (bandiera)      | D     | Saleh Hardani U23     |
| 3  | Iran (bandiera)      | D     | Milad Badragheh U25   |
| 4  | Iran (bandiera)      | D     | Ayoub Vali (capitano) |
| 5  | Mali (bandiera)      | D     | Moussa Coulibaly      |
| 6  | Iran (bandiera)      | C     | Zobeir Niknafs        |
| 7  | Iran (bandiera)      | C     | Hossein Ebrahimi      |
| 8  | Iran (bandiera)      | C     | Mohammad Ghaseminejad |
| 10 | Iran (bandiera)      | C     | Farshad Ahmadzadeh    |
| 11 | Iran (bandiera)      | C     | Ahmad Abdollahzadeh   |
| 12 | Sudafrica (bandiera) | C     | Ayanda Patosi         |
| 13 | Iran (bandiera)      | C     | Mohammad Abshak       |
| 15 | Iran (bandiera)      | D     | Mehran Mousavi        |
| 18 | Iran (bandiera)      | C     | Vahid Namdari         |
| 20 | Iran (bandiera)      | D     | Mojtaba Najjarian U23 |
| 21 | Iran (bandiera)      | D     | Aref Aghasi U25       |
| 23 | Iran (bandiera)      | D     | Ebrahim Saljouqi      |
| 28 | Iran (bandiera)      | C     | Omid Seydali U23      |
| 29 | Brasile (bandiera)   | A     | Luciano Pereira       |
| 30 | Iran (bandiera)      | A     | Sasan Ansari          |

| N. |                   | Ruolo | Calciatore            |
| -- | ----------------- | ----- | --------------------- |
| 31 | Iran (bandiera)   | P     | Ali Gholamzadeh U19   |
| 32 | Iran (bandiera)   | C     | Saber Hardani U25     |
| 33 | Iran (bandiera)   | C     | Sina Moridi U25       |
| 34 | Iran (bandiera)   | D     | Sina Shahabbasi U23   |
| 38 | Iran (bandiera)   | A     | Ali Aalinejad U21     |
| 44 | Iran (bandiera)   | P     | Mohammadreza Goli U21 |
| 46 | Iran (bandiera)   | C     | Sina Zamehran U23     |
| 50 | Iran (bandiera)   | D     | Vahid Heydarieh       |
| 68 | Iran (bandiera)   | P     | Mohsen Forouzan       |
| 73 | Iran (bandiera)   | D     | Ahmadreza Jalali U21  |
| 77 | Iran (bandiera)   | A     | Mohammadreza Abbasi   |
| 86 | Iran (bandiera)   | D     | Farzad Jafari         |
| 88 | Iran (bandiera)   | C     | Alireza Savari U21    |
| 91 | Iran (bandiera)   | C     | Mohammad Miri         |
| 99 | Iran (bandiera)   | A     | Shervin Bozorg        |
|    | Iran (bandiera)   | D     | Alireza Shahrouei U19 |
|    | Iran (bandiera)   | A     | Alireza Bavieh U21    |
|    | Iran (bandiera)   | A     | Reza Mousavian U21    |
|    | Iran (bandiera)   | C     | Aghil Anafcheh U21    |
|    | Spagna (bandiera) | A     | Ibai Gómez            |